# Velký Kizil
Velký Kizil (rusky Больший Кизил) je řeka v Baškortostánu s dolním tokem v Čeljabinské oblasti v Rusku. Je 155 km dlouhá. Povodí má rozlohu 1 870 km².

## Průběh toku
Pramení v horském hřbetu Uraltau. Po celé své délce teče převážně jihovýchodním směrem. Ústí zprava do Uralu u obce Kizilskoje.

## Využití
Řeka je splavná.